# Slammiversary (2022)
 (octobre 2024).
Si vous disposez d'ouvrages ou d'articles de référence ou si vous connaissez des sites web de qualité traitant du thème abordé ici, merci de compléter l'article en donnant les références utiles à sa vérifiabilité et en les liant à la section « Notes et références ».
Slammiversary (2022) est un pay-per-view (PPV) de catch professionnel produit par Impact Wrestling. Il s'est déroulé le 19 juin 2022 à l'Asylum à Nashville dans le Tennessee. Il est le 17e événement dans la chronologie des Slammiversary.

## Contexte
Cet événement de catch professionnel présente différents matchs impliquant des catcheurs heel (méchant) et face (gentil), ils combattent sous un script écrit à l'avance

## Tableau des matches
| Ordre par numéros | Résultat | Stipulation(s)                                                    | Temps |
| --- | --- | ----------------------------------------------------------------- | ----- |
| 1P | Rich Swann (c) bat Brian Myers | match Simple pour le Impact Digital Media Championship            | 7:10  |
| 2P | Shark Boy gagne en éliminant Johnny Swinger en dernier | Reverse Battle Royal match                                        | 9:40  |
| 3 | Mike Bailey (c) bat Ace Austin, Alex Zayne, Andrew Everett, Kenny King et Trey Miguel | Ultimate X match pour le Impact X Division Championship           | 9:50  |
| 4 | Rosemary et Taya Valkyrie battent The Influence (Madison Rayne & Tenille Dashwood) (c) | Tag Team match pour les Impact Knockouts Tag Team Championship    | 7:20  |
| 5 | Sami Callihan bat Moose | Monster's Ball Match                                              | 16:00 |
| 6 | The Good Brothers (Doc Gallows et Karl Anderson battent The Briscoe Brothers (Jay Briscoe et Mark Briscoe) (c)                                                                                     | Tag Team match pour les Impact World Tag Team Championship        | 10:00 |
| 7 | Impact Originals (Alex Shelley, Chris Sabin, Davey Richards, Frankie Kazarian et Nick Aldis) battent Honor No More (Eddie Edwards, Matt Taven, Mike Bennett, PCO et Vincent) (avec Maria Kanellis) | 10-man tag team match                                             | 18:45 |
| 8 | Jordynne Grace bat Chelsea Green, Deonna Purrazzo, Mia Yim et Tasha Steelz (c) | Queen of The Mountain Match pour le Impact Knockouts Championship | 18:15 |
| 9 | Josh Alexander (c) bat Eric Young (avec Deaner et Joe Doering) | Match simple pour le Impact World Championship                    | 18:50 |
| La lettre C placée entre parenthèses désigne la personne ou l’équipe championne en titre. P – indique que le match a eu lieu lors du pré-show | |                                                                   |       |